# Chuanqilong
Chuanqilong chaoyangensis
Genre
Espèce
Chuanqilong est un genre éteint de dinosaures ornithischiens herbivores de l'infra-ordre des ankylosauriens et de la famille des ankylosauridés. Ses restes fossiles ont été trouvés dans la province du Liaoning dans le nord-est de la Chine près de la ville de Lingyuan dans les sédiments de la formation géologique de Jiufotang datés du Crétacé inférieur (Aptien), soit il y a environ entre 121,4 et 113,2 millions d'années.
Une seule espèce est rattachée au genre : Chuanqilong chaoyangensis, décrite par Fenglu Han et ses collègues en 2014.

## Étymologie
Le nom de genre est composé de deux mots du mandarin, « Chanqui », « légendaire » et « Long », « dragon » pour indiquer que ce 
« dragon » provient de la région occidentale du Liaoning, célèbre pour sa faune spectaculaire de vertébrés fossiles du Mésozoïque.

## Découverte
Il s'agit de la quatrième espèce d'ankylosauridé découverte dans le Liaoning après :
- Liaoningosaurus paradoxus de la formation d'Yixian du Crétacé inférieur[2],[3] ;
- Crichtonsaurus bohlini[4] et  Crichtonsaurus benxiensis[5] de la formation de Sunjiawan du Crétacé supérieur.

Le fossile est assez complet, il est celui d'un spécimen juvénile comme le prouve, par exemple, la fusion non encore réalisée entre ses corps vertébraux et ses arches neurales.

## Description

### Taille
Chuanqilong est un ankylosaurien de taille moyenne, sa longueur totale, est estimée à 4,50 mètres,. Cette longueur est cependant sous-évaluée car l'animal n'avait pas atteint le stade adulte.

### Crâne

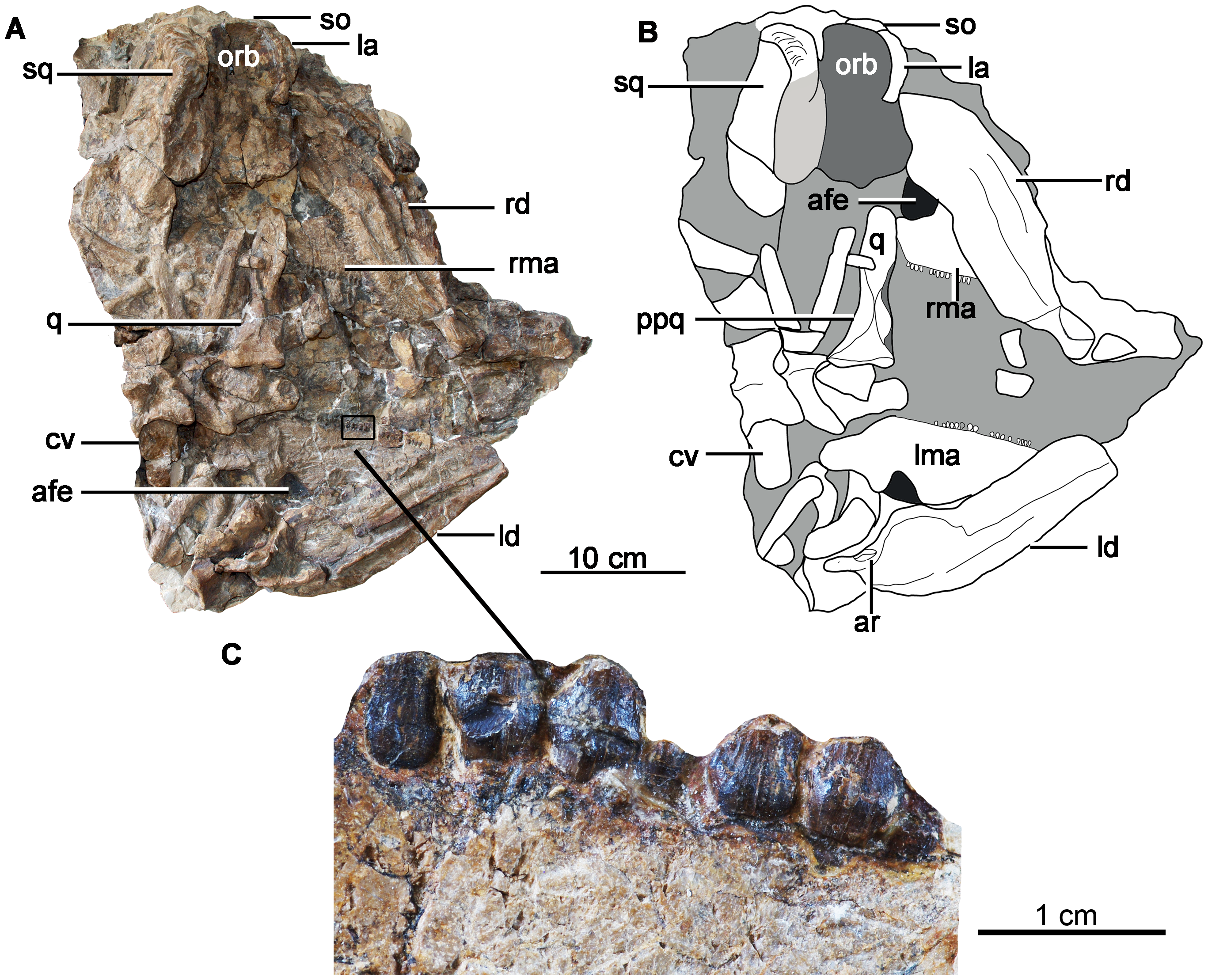
Crâne et mandibule

Son crâne est de forme triangulaire en vue ventrale, il porte 20 alvéoles par demi-maxillaire où s'insèrent les dents. 

### Membres
Le fémur est droit et robuste comme chez la plupart des ankylosauriens. Le rapport de longueur entre l'humérus et le fémur est de 0,88 ce qui est une valeur sensiblement plus faible que celle obtenue pour le juvénile de Liaoningosaurus où les deux os ont la même longueur (ratio=1). Les inventeurs du genre considèrent qu'il pourrait s'agir d'un caractère distinctif du genre Chuanqilong.

### Plaques osseuses
Plusieurs plaques osseuses dermiques ont été recueillies ; elles montrent des formes, des tailles et des rugosités de surfaces très différentes selon leur position sur le corps de l'animal.

## Classification
L'analyse phylogénétique conduite par Han et ses collègues place Chuanqilong en groupe frère de Liaoningosaurus en position basale parmi les ankylosauridés. Les deux genres se distinguent, entre autres, par la différence de morphologie de leurs dentures et de forme de leurs ischions.